# Amata dilatata
Amata dilatata är en fjärilsart som beskrevs av Pieter Cornelius Tobias Snellen 1880. Amata dilatata ingår i släktet Amata och familjen björnspinnare. Inga underarter finns listade i Catalogue of Life.